# Carlos de Artésia, Conde d'Eu
Carlos de Artésia (1394 — 25 de julho de 1471), filho de Filipe de Artésia, Conde d'Eu e Maria de Berry, foi Conde d'Eu de dezembro de 1397 até sua morte, em 1471.

## Biografia
Ele foi feito prisioneiro pelos ingleses na Batalha de Agincourt, em 25 de outubro de 1415, e não foi solto antes 1438. Em 1448, casou-se com Jeanne de Saveuse (falecida em 1449) e em 23 de setembro de 1454, com Helene de Melun (falecida em 1473), mas não teve filhos. Ele foi nomeado como Tenente do Rei na Normandia e Guyenne, bem como Governador de Paris, durante a  La ligue du Bien public em 1465. Foi sucedido por seu sobrinho João II, Conde de Nevers.